# Vigone
Vigone (en français Vigon) est une commune italienne de 5161 habitants de la ville métropolitaine de Turin dans la région Piémont en Italie.

## Géographie
Vigone est située au sud-ouest de Turin le long de la route qui mène de Pignerol à Carmagnole. Il est situé à une trentaine de kilomètres de Turin, quinze de Pignerol et vingt de Carmagnole.
C'est au milieu de la plaine alluviale, non loin des montagnes. Il est baigné par les eaux des ruisseaux Pellice, Cluson et Lemina.
Le territoire, en plus du noyau du centre historique, est composé de trois hameaux principaux (Zucchea, Quintanello, Trepellice) ainsi que d'autres petits groupes de maisons et un grand nombre de maisons isolées.

## Histoire
La signification du nom Vigone est incertaine. Il semble dérivé de Vicus Guidonis.
Le premier témoignage de 1029 décrit Vigone comme sujet du marquis Manfredi de Suse.
Il devint plus tard une possession dels Savoie, futurs rois d'Italie.
La peste de 1630 cause 1500 morts dans la commune de Vigone et le fait incite les Vigonesi à choisir Saint Nicolas de Tolentino comme protecteur. La dévotion à ce saint s'était déjà répandue dans la région de Vigonèse à la suite de la construction d'un couvent des Augustins en 1460.
La Commune de Vigone se voit décerner le titre de ville.

## Monuments et lieux d'intérêt
- La municipalité de Vigone se caractérise depuis des années par "l'une des plus grandes crèches du pays", qui, avec la passion de la famille Audisio, mais surtout du chef de la famille Giovanni, a rempli toute l'église de San Bernardino. Cette crèche ne se visite plus.
- Archives historiques: comprend des unités d'archives de 1285 à 1950.
- Bibliothèque Luisia, via Umberto I, 7.
- Donation Baretta: exposition permanente de peinture annexée à la Bibliothèque Luisia dans laquelle sont conservées 47 œuvres du peintre Vigonais Michele Baretta.
- La Rotonda: bâtiment situé dans le parc de Piazza Clemente Corte. Il s'agit d'une glacière construite en 1825 sur un projet de l'architecte Felice Courtial. Après sa fonction de glacière, elle a été transformée en habitation populaire. Propriété de la Municipalité, il est actuellement utilisé comme lieu d'association et d'exposition pour des expositions et des événements.
- Teatro Selve: théâtre italien typique du XIXe siècle ramené à sa splendeur d'origine grâce à de récentes restaurations.

Les églises
- Pieve di Santa Maria de Hortis: remonte au IXe siècle. Il y est conservé une série de fresques précieuses datant des XIVe et XVe siècles récemment restaurées.
- Église de la Confrérie des SS. nom de Jésus : il a été construit en 1644 en mémoire de la peste de 1630; le bâtiment, désaffecté dans les années quatre-vingt du siècle dernier, est aujourd'hui propriété municipale et abrite des expositions et des conférences.
- Église de Santa Caterina: elle a été construite vers 1460 dans le style gothique lombard. Il possède une intéressante collection de peintures des XVIIe et XVIIIe siècles. Dans l'abside le martyre du Saint, fresque de Michele Baretta de Vigo en 1954.
- Église de San Defendente.
- Église de San Bernardo: édifice du XVe siècle situé à la sortie de la ville en direction de Pinerolo ; en plus de nombreuses traces de fresques datant de l'époque de la construction et des interventions ultérieures sur la structure, il abrite un chemin de croix créé par Michele Baretta.
- Église de San Bernardino: initialement construite en 1504 puis reconstruite en 1684.
- Église de Santa Maria del Borgo: imposante église de style néoclassique, œuvre de l'architecte Giuseppe Maria Talucchi construite en 1832 sur une précédente église gothique. On notera en particulier les décorations du plafond du peintre Enrico Reffo.

## Associations locales
- La Vigoneisa[3] - Groupe de musique folklorique avec majorettes
- Croix Rouge Italienne - Comité Local de Vigone
- A.S.D. Vigone Football Club
- A.S.D. Vigone Bike - Association des cyclistes libres
- GIM - Giovani in movimento
- Laboratoire de théâtre IL BAGATTO qui s'occupe de théâtre amateur depuis mai 1996, en organisant des spectacles et en gérant des cours de formation.

## Économie
La position est particulièrement favorable à l'agriculture: autrefois le blé et le fourrage étaient principalement cultivés dans ses environs, aujourd'hui il y a presque exclusivement la production intensive de maïs.
Depuis une dizaine d'années, le territoire est marqué par un fort développement de l'élevage équin; parmi les nombreux élevages présents, certains ont atteint une excellence reconnue au niveau national et international en produisant de nombreux champions de trot. Certains des champions les plus connus des courses hippiques vivent à Vigone, dont Varenne, considéré comme le cheval le plus fort de l'histoire du trot.

### Principales manifestations
- Carnaval - Les masques de Vigone sont le comte Rugnun et Bela Isidora
- VIGOFLOR: salon régional de la pépinière et du mobilier de jardin
- Fête patronale de San Nicola da Tolentino - deuxième dimanche de septembre
- Foire du Maïs et du Cheval - Foire Nationale - en octobre

## Fractions
Les fractions principales:
- Quintanello, le long de la route qui mène à puis à Carmagnole
- Trepellice, en position sud-est le long de la route qui mène à Villafranca
- Zucchea, en position sud-ouest vers le torrent Pellice.

## Administration
| Période | Période   | Identité     | Étiquette                        | Qualité |
| ------- | --------- | ------------ | -------------------------------- | ------- |
| 2022    | en charge | Cerato Fabio | Liste civique "Obiettivo Vigone" | Maire   |

| Période | Période | Identité                  | Étiquette                        | Qualité           |
| ------- | ------- | ------------------------- | -------------------------------- | ----------------- |
| 2021    | 2022    | Cerato Fabio              | Liste civique "Obiettivo Vigone" | Maire par intérim |
| 2019    | 2021    | Abate Luciano             | Liste civique "Obiettivo Vigone" | Maire             |
| 2014    | 2019    | Restagno Ambrogio Claudio | Liste civique                    | Maire             |
| 2009    | 2014    | Restagno Ambrogio Claudio | Liste civique                    | Maire             |
| 2004    | 2009    | Bernardino Ambrosio       | Liste civique                    | Maire             |

### Administration actuelle

#### Adjointes à la maire[4]
| Identité               | Qualité                    | En charge de | Liste                            |
| ---------------------- | -------------------------- | --- | -------------------------------- |
| Dott. Fabio Cerato     | Maire                      | Budget, Culture, Relations avec les entreprises bénéficiaires, Construction d'écoles                                      | Liste civique "Obiettivo Vigone" |
| Ines Tumminello        | Premier adjoint à la Maire | Evénementiel, Sport, Commerce, Relations avec le public, Tourisme                                                         | Liste civique "Obiettivo Vigone" |
| Dott. Federico Dattila | Adjoint à la Maire         | Travaux Publics, Construction Privée-Urbanisme, Innovation et Digitalisation, Transition Energétique                      | Liste civique "Obiettivo Vigone" |
| Roberto Strobbia       | Adjoint à la Maire         | Agriculture - Voirie - Services de cimetière                                                                              | Liste civique "Obiettivo Vigone" |
| Avv. Tiziana Oggero    | Adjoint à la Maire         | Politiques sociales - Education - Personnel - Organisation - Politiques de santé - Affaires générales - Protection civile | Liste civique "Obiettivo Vigone" |

#### Conseil municipal[5]
| Nome e Cognome            | Carica                    | En charge de                                                                         | Liste                            |
| ------------------------- | ------------------------- | ------------------------------------------------------------------------------------ | -------------------------------- |
| Dott. Fabio Cerato        | Maire                     | Budget, Culture, Relations avec les entreprises bénéficiaires, Construction d'écoles | Liste civique "Obiettivo Vigone" |
| Giovanni Marchisone       | Chef de la majorité       | Environnement et vert public                                                         | Liste civique "Obiettivo Vigone" |
| Alessandro Artero         | Conseiller de la majorité | Activités productives et relations avec les minorités                                | Liste civique "Obiettivo Vigone" |
| Dott. Patrizia La Rosa    | Conseiller de la majorité | Relation avec les associations, Séniors                                              | Liste civique "Obiettivo Vigone" |
| Dott. Michela Zanghirella | Conseiller de la majorité | Opportunités égales                                                                  | Liste civique "Obiettivo Vigone" |
| Andrea Druetta            | Conseiller de la majorité | Relation avec les fractions                                                          | Liste civique "Obiettivo Vigone" |
| Simona Ferrero            | Conseiller de la majorité | Bibliothèque et Communication                                                        | Liste civique "Obiettivo Vigone" |
| Dott. Melania Ferrero     | Conseiller de la majorité | Politiques de jeunesse                                                               | Liste civique "Obiettivo Vigone" |
| Viviana Viotto            | Conseiller de la majorité | Théâtre                                                                              | Liste civique "Obiettivo Vigone" |
| Cristina Viotto           | Chef de minorité          | N/A                                                                                  | Liste civique "Vigone c'è"       |
| Dott. Ivan Audero         | Conseiller de la minorité | N/A                                                                                  | Liste civique "Vigone c'è"       |
| Dott. Francesca Audero    | Conseiller de la minorité | N/A                                                                                  | Liste civique "Vigone c'è"       |
| Avv. Andrea Fauda         | Conseiller de la minorité | N/A                                                                                  | Liste civique "Vigone c'è"       |

## Villes jumelées
- Argentine (Cañada Rosquín)